# Ivan Lučić
Ivan Lučić (nekje i Lucić, Lucius, Lucich oz Lucio), hrvaški zgodovinar in kartograf, * 1604, Trogir, Hrvaška − † 11. januar 1679, Rim, Italija.
Imenujejo ga tudi oče hrvaškega zgodovinopisja.
Rodil se je v ugledni patricijski družini v Trogirju. Sin je zbirača književne baštine in pesnika Petra Lučića in majke Klare, rojene Divić. Osnovno humanistično izobraževanje je zaključil v domačem kraju. Leta 1628 je v Rimu končal študij filozofije, matematike, politologije in književnosti. Leta 1630 je doktoriral iz civilnega in cerkvenega prava na Univerzi v Padovi. Po vrnitvi v domovino se je vključil v javno življenje Trogirja. Deloval je kot član občinskega sveta in mestni sodnik ter je v rodnem Trogirju bil upravitelj žitnega skladišča, stolni upravitelj in komisar za mestno obzidje, bil pa je tudi mestni odposlanec v Benetkah (1643-1646). Leta 1654 je postal član Zavoda sv. Jeronima v Rimu.
Po zgledu sodobnih kritičnih edicij o življenju svetnikov je leta 1657 v Rimu izdal svoje prvo delo Vita B. Ioannis confessoris episcopi Traguriensis et eius miracula, ki je pomemben vir za hrvaško in zlasti dalmatinsko zgodovino od XI. do XIII. stoletja. Leta 1662 je dokončal in leta 1666 v Amsterdamu izdal svoje glavno delo De Regno Dalmatiae et Croatiae libri sex, ki velja za prvo znanstveno-kritično delo hrvaškega zgodovinopisja. V tem delu je z gradivom iz arhivov, mestnih uradov, javnih in zasebnih knjižnic ter drugih zgodovinarjev zabeležil dogodke iz preteklosti Dalmacije od rimskih časov do leta 1480. V naslednjih dveh letih (1667 in 1668) sta izšli še dve izdaji knjige, to objavljeno zadnja (iz leta 1668) pa vsebuje tudi rodoslovje hrvaških knezov in kraljev, popravljeno naslovno stran in šest zgodovinskih zemljevidov Ilirika, ki sestavljajo prvi hrvaški atlas. Najbolj znan je šesti zemljevid z naslovom Današnji Ilirik (Illyricum hodiernum), posvečen hrvaškemu banu Petru Zrinskemu. Leta 1668 jo je Joannes Blaeu vključil v svoj atlas Cosmographia Blaviana.
V svojem drugem pomembnem zgodovinskem delu, ki je izšlo v Benetkah leta 1673 z naslovom Memorie istoriche di Tragurio ora detto Traù, je na podlagi izvirnega gradiva obravnaval zgodovino domačega kraja in dogodke iz zgodovine Dalmacije do sredine 15. stoletja. Naslednje leto je bilo delo razširjeno z zemljevidi splitskega območja in ponatisnjeno kot Historia di Dalmatia - Et in Particolare delle città di Traù, Spalatro e Sebenico. Trgorske in dalmatinske napise in epigrafske spomenike ter spomeniško dediščino je predstavil v delu Inscriptiones Dalmaticae (Benetke, 1673). S Fernandom Ughellijem je sodeloval pri delu Italia Sacra. Skupaj s Stjepanom Gradićem je leta 1670 natisnil Satyricon razsodnika Petronija. Proučeval je tudi zgodnjekrščanske spomenike, rimske mozaike in napise. Pokopan je bil v cerkvi sv. Jeronima v Rimu, kjer so mu leta 1740 postavili spomenik.